# Atractosporocybe
Atractosporocybe — рід грибів. Назва вперше опублікована 2015 року.

## Класифікація
До роду Atractosporocybe відносять 2 види:
- Atractosporocybe inornata
- Atractosporocybe polaris